# The Heart Killers
The Heart Killers (เขาจ้างให้ผมจีบนักฆ่า; RTGS: Khao Jang Hai Phoom Jeeb Nakkha) é uma série de televisão tailandesa de ação, comédia e romance de 2024 estrelada por Kanaphan Puitrakul (First), Thanawat Rattanakitpaisarn (Khaotung), Archen Aydin (Joong), e Natachai Boonprasert (Dunk).
A série, dirigida por Tichakorn Phukhaotung (Jojo) e produzida pela GMMTV e GMO Films, foi anunciada no evento GMMTV 2024 "UP&ABOVE" PARTE 2 em 23 de abril de 2024.
A série estreou no GMM 25 em 20 de novembro de 2024, indo ao ar às quartas-feiras às 20:30 ICT. A série também está disponível para a versão UNCUT no iQIYI (Canadá, Estados Unidos e Tailândia), GagaOOLala (Austrália, Alemanha e Reino Unido) e no canal oficial da GMMTV no YouTube (mundialmente, exceto Canadá e Tailândia).
A série foi concluída em 12 de fevereiro de 2025 com um encontro de fãs, The Heart Killers: Never Back Down Final EP Fan Party no The Mall Lifestore, Ngamwongwan.

## Sinopse
O tatuador Kant (First) trabalha como espião para a polícia. Quando ele é encarregado de investigar dois irmãos atiradores, ele descobre que um deles é um caso de uma noite que ele não conseguiu esquecer — Bison (Khaotung). Os dois assassinos são donos de uma hamburgueria. Kant vai até lá e concentra seus esforços em encantar Bison para que ele dê informações. Quando suas tentativas são frustradas pelo assustador e protetor irmão mais velho de Bison, Fadel (Joong), ele contrata alguém que pode enfrentá-lo.
Ele pede a ajuda de seu belo melhor amigo, Style (Dunk), que é um pé no saco e não tem medo de nada. O mecânico Style uma vez empurrou Fadel para trás, e eles lutaram. Kant promete a Style o carro que ele estava de olho se ele conseguir conquistar o coração de Fadel. Se sua missão for bem-sucedida, Kant recebeu a promessa de uma ficha criminal limpa para que ele pudesse começar uma nova vida.

## Elenco

### Principal
- Kanaphan Puitrakul (First) como Kant Pattanawat
- Thanawat Rattanakitpaisarn (Khaotung) como Bison
- Archen Aydin (Joong) como Fadel
- Natachai Boonprasert (Dunk) como Sattawat Chayakorn (Style)

### Recorrente
- Thanaporn Wagprayoan (Parn) como Lily
- Peter Tuinstra como Capitão/Cristo
- Phanuroj Chalermkijporntavee (Pepper) como Keen
- Chayakorn Jutamas (JJ) como Thanon
- Kanthee Limpitikranon (Ken) como Babe (irmão de Kant)
- Tanan Lohawatanakul (Paul) como Knot
- Jeeratch Wongpian (Fluke) como Fluke
- Jatuporn Dangurai (Jay) como James
- Chaiwat Singha (Jeab) como Jay (pai de Style)
- Nashisha Nunchanok (Muay) como Penpak

## Trilha Sonora Original
| Título                              | Artista | Ref.  |
| ----------------------------------- | --- | ----- |
| "Destroy Love"                      | Thanawat Rattanakitpaisan (Khaotung)                                                                                | [ 3 ] |
| "รักแรงทะลุนรก (Fast Love)"           | Natachai Boonprasert (Dunk)                                                                                         | [ 4 ] |
| "เจ้าความรัก (Hurt Me Please)"        | Archen Aydin (Joong)                                                                                                | [ 5 ] |
| "เชื้อเพลิง (My Fuel)"                 | Kanaphan Puitrakul (First)                                                                                          | [ 6 ] |
| "ตื๊อเท่านั้นที่ครองโลก (Never Back Down)" | Kanaphan Puitrakul (First), Thanawat Rattanakitpaisan (Khaotung), Archen Aydin (Joong), Natachai Boonprasert (Dunk) | [ 7 ] |

## Produção
Após o lançamento do trailer piloto em 23 de abril, o diretor Tichakorn Phukhaotung (Jojo) postou no X (antigo Twitter) que a série seria uma adaptação livre de The Taming of the Shrew de William Shakespeare e do filme 10 Things I Hate About You. Ele também afirmou que estava muito animado por finalmente poder aplicar sua especialização em literatura em uma série.
Em 21 de junho, a conta oficial da série compartilhou uma foto do elenco reunido para uma sessão de leitura antes da sessão de fotos de provas no dia seguinte. Em 3 de julho, o elenco e a equipe de produção organizaram uma cerimônia de adoração para um processo de filmagem seguro e tranquilo.
Em 18 de julho, a série começou a abrir as câmeras para as filmagens. A notícia foi anunciada por meio de ambas as contas oficiais no X e no Instagram. Mesmo que Dunk estivesse desaparecido, pois ele ainda estava encerrando sua série anterior, Summer Night, antes de se juntar ao resto do elenco em 28 de julho. As filmagens terminaram em 30 de outubro.
A GMMTV Shop anunciou em 7 de outubro que a série seria adaptada para um romance, que seria lançado em 17 de outubro como parte do evento Book Expo Thailand 2024. O evento foi realizado no Queen Sirikit Convention Centre de Banguecoque de 10 a 20 de outubro de 2024.
A autora do romance, Nottakorn, declarou que o processo de escrita foi diferente para este romance. Normalmente, um romance é adaptado para uma série; no entanto, desta vez foi o oposto. Ela recebeu o roteiro da série e escreveu um romance baseado nele. O elenco da série a convenceu a aceitar o trabalho como autora do romance, pois ela já estava preocupada com outros projetos quando recebeu a proposta.

## Lançamentos
Eles anunciaram por meio de várias contas oficiais da GMMTV que o trailer oficial de THK seria lançado mais tarde naquele dia, em 1º de novembro. Ao mesmo tempo, o elenco principal da série compareceu ao evento iQIYI iJOY TH 2025 como uma das plataformas de streaming para a versão sem cortes da série. O trailer oficial foi lançado durante o evento.
Em 14 de novembro, GagaOOLala anunciou que a série estaria disponível em sua plataforma a partir de 20 de novembro na Austrália, Alemanha e Reino Unido, enquanto nos Estados Unidos a partir de 21 de dezembro.
A produção revelou que o EP 6 da série iria ao ar conforme programado, que é no dia de Natal, mas faria uma pausa no Ano Novo. A série voltou a ser exibida em 8 de janeiro de 2025 para o EP 7.

## Tours
| Ano  | Título                                        | Data                    | Local                                                                 | Ref.   |
| ---- | --------------------------------------------- | ----------------------- | --------------------------------------------------------------------- | ------ |
| 2024 | The Heart Killers : Love at First Kill        | 20 de novembro de 2024  | Siam Pavalai Theatre, Paragon Cineplex, Siam Paragon                  | [ 11 ] |
| 2025 | The Heart Killers : Never Back Down Fan Party | 12 de fevereiro de 2025 | MCC Hall Fl. 4, The Mall Lifestore Ngamwongwan, Nonthaburi, Tailândia | [ 12 ] |
| 2025 | The Heart Killers Fan Meeting in Vietnam      | 5 de abril de 2025      | Distrito 10, Cidade de Ho Chi Minh, Vietnã                            | [ 13 ] |
| 2025 | The Heart Killers Fan Meeting in Manila       | 19 de julho de 2025     | Up Theater, Manila, Filipinas                                         | [ 14 ] |